# 达尼耶尔·柳博亚
达尼耶尔·柳博亚（羅馬化：Danijel Ljuboja，1978年9月4日—），塞尔维亚男子足球运动员，场上位置是前锋。

## 国際賽生涯
柳博亚曾入选塞尔维亚和黑山国家队，出场19次，打进1球。柳博亚代表国家队参加了2006年国际足联世界杯小组赛，结果队伍止步小组赛阶段。。早在2003年的2004年欧洲國家盃预选赛中，他就在 3-2 战胜威尔斯的比赛中攻入了个人第一个也是唯一一个进球。